# 邪神たちの2・26
『邪神たちの2・26』（じゃしんたちの2・26）は、日本の小説家田中文雄による伝奇ホラー小説。1994年に学研ホラーノベルズから刊行された。二・二六事件にクトゥルフ神話を絡めている。
かつて作者は、ハワード・フィリップス・ラヴクラフトの『海底の神殿』から影響を受け、『ゲッベルスの潜水艦』という短編を執筆した。また子供のころに見た映画『叛乱』（東宝・佐分利信監督）で衝撃を受けたという。「ラヴクラフトの狂気と二・二六事件の狂気を結びつけて、もうひとつ異様な世界を造ろうとしたのがこの作品である」と述べている。アーカムやインスマスが存在する、ハワード・フィリップス・ラヴクラフトが登場し怪異に遭遇する、事件当時の警視総監が小栗一雄から架空の別人に変わっているなど、虚実が入り混じっている。
東雅夫による解説を引用する。
| 「                                            | 二・二六事件へと至る不穏な時代を背景にクトゥルーの眷属によるひそやかな日本侵攻の危機と、それに立ち向かう魔道士（！）北一輝に率いられた青年将校たちとの暗闘を描く、伝奇色濃厚な本格神話長編。ここまで大胆に神話大系に史実を絡めた作品は、海外にも前例がない。また第二章「インスマスの花嫁」には、なんとラヴクラフトその人が登場、拳銃片手にインスマスの魚怪たちと大立ち回りを演じている。SFファンタジー的アプローチとは別種の、伝奇ロマンとしての可能性を神話大系に拓いたという意味で、非常に有意義な試みであったといえよう。 | 」 |
| — （『クトゥルー神話事典第四版』、458頁より） | |    |

## あらすじ
- プロローグ
- 第一章『黒龍神社』
- 第二章『インスマスの花嫁――海江田阿礼の遺書』
- 第三章『邪神撃退法案大綱』
- 第四章『魔神憑依』
- 第五章『ダゴンの海』
- 第六章『宴のあと』
- 第七章『ハワード・P・ラヴクラフトへの手紙』
- エピローグ

### 第一章
大日本帝国陸軍の内部には、統制派と皇道派の二大派閥が生まれ対立していた。皇道派の青年将校たちは貧農の出身者が多く、国民の貧困は政界財界による搾取が原因であるとし、クーデターで上級の腐敗を取り除くことを考える。
昭和十年（1935年）八月。海江田清一少尉は、故郷の父が危篤との連絡を受け、急いで帰省する。辰野村は、福井県九頭龍川流域の谷間に位置する寒村である。阿礼は清一に「御神火を絶やすな。わしの遺体は当日中に火葬しろ」と命じる。宮司である阿礼は「太古から九頭龍川の底に棲みついている魔物を、御神火の力で魔物を封印しているが、今魔物が目覚めようとしている」と説明する。
清一は父の書斎で、数多の古典類と共に、「冷気を発する石像」と「英語の手紙」をみつける。宛名は米国のハワードという人物であり、彼もまた癌で余命いくばくもないこと、大いなるCTHULHUがおそらく日本で蘇ること、ハワードがアレ（阿礼）の活躍を待っていることなどが記されていた。清一には手紙の内容が理解できず、2人の正気を疑う。
間もなく阿礼は息を引き取るも、法律上、生前の希望である「即日火葬」は叶わない。しかし遺体の腐敗がことのほか速く、さらに目を離した隙に遺体が消失し、しかも「布団から這い出した足跡」が残されていた。清一は父が息を吹き返したのかと思い、足跡をたどって神社に行くと、御神火が消えている。地下に降りると、阿礼は「わしは魔物に身体を還す」「やつらが出てくる。像で入口を塞げ」と告げる。水面から現れた「黒い触手」が阿礼を水中に引きずり込む。地上に戻った清一は、父の遺書を読む。

### 第二章
貨物船ローズマリー号の船員・海江田阿礼（アレ・カイエダ）とナサニエル・マーシュは同い年で親しかった。明治四十三年（1910年）、ナサニエルは故郷を目前にして熱病にかかり、親友アレに「巾着袋を実家に届けてくれ」「妹には兄がよろしく言っていたと伝えてくれ」と遺して死に、遺体は水葬される。船がアーカムに到着した折に、アレは友の実家のあるインスマスを訪問するために出かける。
インスマス住人は特徴的な容貌をしており、マーシュ家は黄金の精錬所を経営しダゴン教なる教団を司る大地主であった。アレは友の父ラドクリフと妹エリザベスに面会し、遺品を手渡す。巾着袋にはペンダントと手紙が入っており、彼らはアレを歓迎する。薬を盛られたアレは寝室に通され、朦朧とした意識のまま、裸身のエリザベスと性交渉を交わし、愛の言葉を告げる。
窓を叩く音で、アレは目を覚ます。窓を開けると、ハワードという青年が、早く逃げろと警告してくる。熱に浮かされたアレは、エリザベスとここで暮らすと言い切る。そのとき教会の鐘が鳴り、執事が入って来て、アレはダゴン教団の結婚式場へと連れて行かれる。アレは呆けたまま、妻となるエリザベスや、ラドクリフや、インスマスの人々が半魚のような姿に変貌している様子を見ていた。しかしハワードが教会に火を放ち、アレを救出する。2人が小舟で海に出たとき、ようやくアレは正気を取り戻す。そして海からは、死んだはずのナサニエルが現れる。身体の変貌を隠すために死を偽装した彼は、友が妹と一緒になって欲しいと思い町に送り込んだのだと説明し、だが間違いであったと告げて去る。
アーカムのミスカトニック大学付属図書館にて、ハワードはアレに、インスマスのオーベッド・マーシュ一族とダゴン教について説明する。そしてダゴンの上位にはCTHULHUという神がいる。それら邪神族は、太古に太陽と母なる地球の力で深海の奥深くに封じ込められたものの、復活を企てている。インスマスで混血者を作っているのも、数ある侵略手段の一つである。ハワードが日本の龍神伝説を例に挙げると、アレは九頭龍川（クズリュー・リヴァー）にCTHULHUを連想する。黒龍伝説は魔物封じであったのか。ハワードはアレに、帰国してCTHULHUを封じ込めることが天命であると告げるが、あまりにも突飛な話をアレは信じることができず、ハワードを嘘つきと罵り図書館を飛び出す。
阿礼は故郷に戻って冷静になると、ハワードに手紙を書く。ハワードは返礼として、別の神HASTURの像を贈り、小説を書いて人類に警鐘を鳴らすという決意を語る。阿礼は廃社となっていた黒龍神社を再興して宮司となり、HASTURの加護と御神火を以て魔物を封じるという、新たな人生を始める。だが、あるとき阿礼の妻・静子が心臓発作を起こす。愛する妻の命をなんとしても助けてくれと、阿礼が神に祈ったそのとき、「地底の魔物が」助けてやろうと語りかけてくる。静子は息を吹き返したが、代わりに阿礼は死んだら身体を貰い受けるという条件を押し付けられてしまう。さらに蘇生した静子は水神に魅入られるようになり、あろうことか入水して死んでしまう。こうして阿礼の大義には、邪神に対する憎しみも加わる。
阿礼は再婚し、長い月日が経過した。ハワードは病に冒された自分の死期を悟り、死後の邪神の跳梁を心配する。阿礼も同様であり、息子の清一に宛てた遺言を記す。

### 第三章
川から阿礼の遺体が上がる。血と内臓がまったく残っていなかった理由は魚に食い荒らされたためと結論付けられ、火葬に付される。
思想家の北一輝が、夢のお告げのもとに辰野村にやって来る。突然の北一輝先生の来訪を、清一は驚きつつ、お互いの事情を説明し合う。北は清一に、魔物は九頭龍川を出て帝都に終結しつつあると告げる。海江田清一、北一輝、西田税の3人は、辰野村を後にする。龍神を祀る各地の神社、戸隠神社、白髭神社、箱根神社などの封印は、いずれも危うい。東京に戻った清一と北に、川から出現した魔物が襲いかかるも、北が撃退する。
邪神は皇居に狙いを定め、まず警視総監堂本三郎を幻惑して支配下に置く。軍に言っても、魔物など信じてはくれぬだろう。北は天下国家のためにライバルの出口王仁三郎を味方につけることに成功し、出口が率いる大本教の祈りが魔物を抑える。しかし魔物はすぐさま手を打ち、強引に出口を逮捕させる。北は、敵のアジトを警視庁地下と勘付く。

### 第四章
はるかな古代の神話の時代、地球には魔物がはびこっていたが、それらの邪神は天照大御神によって、地底や海底に封じ込められる。長い年月が流れて、人類が生まれ、文明が築かれたが、邪神たちは虎視眈々と復活の試みを企てる。深海の邪神は、眷属の魚妖族を使うことで人類を手なずけて地上侵略を目論む。北一輝は、中国に渡ったおりに入手した「屍龍教典」＝ネクロノミコンから、世界の真実を知る。
昭和十一年（1936年）の正月。北は青年将校たちを自宅に集め、帝都に迫る魔物について説明する。「屍龍教典」には、邪神は九つの頭を持つ龍として記されている。そして魔物は、日本国の重臣8人に憑依した。うち7人は昭和維新の攻撃目標と重なっている。彼らは魔物に関しては被害者であるが、もう死ぬ以外に憑依の呪いを解く方法はない。
クーデターの計画はこうである。決起は二月二十六日。青年将校らが率いる隊が、同時多発的に標的7人を攻撃する。加えて、野中大尉の隊が警視庁を占拠し、そのまま海江田清一少尉（と北）の別動隊が魔物の巣窟を探して撲滅する。8人目の警視総監は本来の攻撃目標ではないが、魔物に取り憑かれているために見逃すことはできない。さらに田島勝彦が上京してきて、清一と北に決起を手伝わせてほしいと申し出てくる。清一は友を巻き込みたくなかったが、最終的には折れる。

### 第五章
二月二十六日早朝、出撃。まず警視庁を制圧。各部隊は、①首相岡田啓介を殺害、②内大臣斎藤実を殺害、③教育総監渡辺錠太郎を殺害、④侍従長鈴木貫太郎を殺害、⑤大蔵大臣高橋是清を殺害、⑥前内大臣牧野伸顕邸は炎上した。
一方で、北、清一、勝彦は警視庁の地下で、非常用のトンネルを発見する。闇の霧から触手が生じ、北は呪文で防御する。清一が水たまりに転倒すると、いかなる理屈によるものか、海へと投げ出される。魚妖たちに追跡された清一は、潜った先で海底都市にたどりつく。海底の神殿には、死んだ父の阿礼と母の静子がおり、清一は混乱する。父はダゴンに仕えると言い、母の姿は妖魔に変じて頭髪が蛇となる。清一はヒュドラの妖術と察し、逃げ出すが、インスマス面の礼拝者たちが襲いかかり、さらに邪神ダゴンが巨体を現す。清一は、水魔ダゴンの企みが、宮城の堀の水を侵すことにあるのだと理解する。勝彦は魔物の毒に冒され、身体が魚妖に変身していく誘惑に必死で抗っていたが、あえて変貌することで、水たまりに飛び込んで清一を引き上げてくる。友を救った勝彦の首を、北は刎ねて慈悲の死を与える。清一が沈んでいたのは、ほんの水たまりであり、時間も一分に満たなかった。また箱根、戸隠、白髭神社の龍神は敵ではなく、北を危機から救う。かくして、皇居の堀の水と合流するという魔物の企みは失敗する。
地上に出た2人を、警視総監堂本三郎が待ち受けていた。堂本は、周囲を舞う雪を鞭に変化させて2人を攻撃し、さらに雪を媒介に邪神（イタカ）を顕現させる。逆境の北が祈りを捧げると、天空の北極星から光線が降り注ぎ、邪神と堂本を打ち倒す。北は「天皇は天照大御神の具現だが、その上には天帝がいる」と言い、その意味では己は国家反逆者であるとこぼす。北の告白に対して清一は、宇宙の真理の前では上下マウントなど無用のものと返答する。
⑧警視総監堂本三郎殺害に成功した2人は、魔物討伐の首尾を野中大尉に問うたところ、未連絡の一つ⑦を除いて全て成功と返答を受ける。だがそこに、⑦内務大臣後藤文夫殺害失敗の報告がもたらされる。さらに①岡田首相殺害は別人の誤認であり、④鈴木侍従長は一命をとりとめ、⑥牧野伸顕も難を逃れていた。目標数8、成功4、失敗4。

### 第六章以降
安藤大尉は、このクーデターに不安を抱いていた。国民と軍内部の同調者を得る目算は十分にあるが、問題は天皇である。青年将校たちは皆、天皇陛下は我らの行動を理解してくれると信じていたが、安藤は懐疑的であった。軍上層部と川島義之陸相は、決起軍の趣旨を天皇に上奏して判断を仰ぎ、天皇は毅然と鎮圧を命じる。
正義を信じていた決起軍の将校たちは、天皇の「占拠を撤収せよ」のおことばに混乱する。彼らは反乱部隊扱いとされ、逆賊と認定され、正規軍に包囲される。上官の命令で動員されただけの兵士たちに対しては、ラジオ放送やビラ撒きで懐柔が図られ、離脱者が続出する。最終的に、主犯の将校18名と、非軍人である北・西田は逮捕され、全員死刑を宣告される。かくして軍部の勢力図が書き換わり、日本国は世界大戦に突き進んでいくことになる。反乱に加担した兵士たちは、満州の戦地へと送られる。
七月十二日、反乱将校たちが銃殺刑に処せられる。清一の遺品からは英文の手紙が見つかるも、その内容は「魔物の毒に冒されて、魚妖への変貌が始まっている。自殺はできない。銃殺になって、邪悪な血を清めなければ」などと記された、怪文書であった。翌昭和十二年（1937年）の八月には北と西田が処刑され、同年アメリカではハワードが死去する。昭和十六年十二月、日米開戦。また数年にわたる放浪に出ていた田島勝彦は、辰野村に戻って海江田礼子と結婚し、黒龍神社の宮司を継ぐ。しかし昭和二十年八月六日、神社が火事となって黒焦げ死体で発見された。礼子は放火を自供するも、動機を黙秘する。同日広島に、続九日には長崎に、米軍の新型爆弾が投下される。キノコ雲の頂上から、触手が伸びあがって邪神の姿をとったことに気づいた者はいない。昭和四十三年、ダムが作られ、辰野村は湖底に沈む。

## 主な登場人物
実在の人物には●をつける。

### 辰野村の人物
- 海江田清一（かいえだ せいいち） - 主人公。陸軍少尉。歩兵第三連隊第六中隊所属。昭和十年（1935年）時点で23歳。
- 海江田阿礼（あれい） - 清一の父。辰野村の黒龍神社の宮司で、村の名士。60歳。もと船乗り。
- 海江田静子（しずこ） - 清一の母。誤って川に転落し、溺れ死んだ。
- 海江田礼子（れいこ） - 清一の義妹。父の再婚相手の連れ子。17歳。
- 海江田昌枝（まさえ） - 阿礼の後妻。礼子の母。
- 田島勝彦（たじま かつひこ） - 海江田家の使用人。清一とは竹馬の友。貧農の四男。礼子に惚れている。疲弊した国を救ってくれると清一に期待している。

### アメリカの人物
- 海江田阿礼（アレ・カイエダ） - 第二章の主人公。貨物船ローズマリー号の水夫長。1905年時点で30代半ば。
- ナサニエル・マーシュ - 水夫。米西戦争に従軍した気のいいヤンキー。インスマス出身。アレとは同じ年。
- エリザベス・マーシュ - 17歳。兄とは7年会っていない。アレと恋仲になる。
- ラドクリフ・マーシュ - ナサニエルの父。美男子で、インスマス顔の特徴はみられない。
- ハワード● - 1905年時点で20歳ほどの若者。ニューイングランドプロヴィデンス在住。博学。ラフカディオ・ハーンの物語をきっかけに日本の伝説に魅せられた。武器は拳銃。20数年にわたり、アレと文通で交友する。

### 二・二六事件の関係者
- 北一輝● - 思想家。天照大御神と法華経に篤く帰依する。仕込杖を用いる剣士。軍部の皇道派青年将校たちのカリスマ。
- 西田税● - 思想家。北の同志。もと軍人。
- 堂本三郎 - 警視総監。52歳。架空の人物であり、史実の小栗一雄に相当する。魔物に憑依される。
- 出口王仁三郎● - 宗教法人大本教の教祖。
- 内田良平● - 思想家。右翼の巨頭。出口の同志。
- 安藤輝三● - 陸軍大尉。第六中隊の長であり、海江田少尉の上官。野中の親友。天皇の同意を得られるか否かに懐疑的であったが、魔物のことを聞いて迷いを断ち切り、クーデターに参加する。鈴木元侍従長を銃撃して、とどめを刺そうとするも、鈴木夫人に懇願されて、やめにする。
- 野中四郎● - 陸軍大尉。安藤の親友。クーデターでは警視庁制圧を担当。
- 石原莞爾● - 陸軍大佐。統制派。
- 東条英機● - 陸軍少将。統制派。

### 神々
- ダゴン - 古代ペリシテ人が生贄を捧げた海の魔物。海底神殿の神像そのもの。デザインは本書オリジナル。
- ヒュドラ - ダゴンの妻。海江田静子の姿を象り、清一を懐柔しようとする。頭髪が蛇の魔物。名前はヒュドラで容姿はメドゥーサ。
- 魚妖族 - ダゴンの眷属。老いても死なない、阿礼はインスマスの彼らに、八百比丘尼の人魚伝説を連想する。
- CTHULHU - ダゴンの上位に君臨する、強大な邪神。原始地球に外宇宙から飛来した超生命体。人間の発音では不明瞭で、チュールー、クトゥールー、ク・リトル・リトルなどと呼ばれる。
- 雪の邪神 - 堂本警視総監に憑依した魔物。名前は出てこないが、イタカである。
- 天照大御神 - 太陽神。北が表向き奉じる神。
- 天皇 - 天照大御神の具現。神にして人間。決起軍の主張を一蹴し、鎮圧を命じる。
- 天帝 - 宇宙の中心である北極星の神。北がひそかに奉じる神。
- 大和の龍神 - 箱根神社、戸隠神社、白髭神社などに祀られる龍神。悪神と思われていたが、善神であり、神国日本を汚す邪神に抵抗する。
- HASTUR - CTHULHUに最も激しく敵対する神。ハワードはフィジーで神像を入手した。神像は「人頭の鷹」。
- 「屍龍教典」 - ネクロノミコンの版の1つ。清王朝時代に西太后に仕えた宦官がラテン語から中国語に翻訳したものを、北が入手した。邪神が九つの頭を持つ龍として記されている。

## 収録
- 学研ホラーノベルズ『邪神たちの2・26』